# Aleksiej Kotionoczkin
Aleksiej Wiaczesławowicz Kotionoczkin (ros. Алексей Вячеславович Котёночкин, ur. 1958 w Moskwie) – rosyjski reżyser, animator i scenograf animacji. Syn twórcy kreskówek Wilk i Zając Wiaczesława Kotionoczkina. W 2005 roku postanowił kontynuować dzieło ojca, tworząc nową wersję kreskówki.
Wcześniej był m.in. scenografem animacji do filmu Kotek z ulicy Liziukowa oraz twórcą rysunków do 17 i 18 odcinka Wilka i Zająca.